# Ваґан
Ваґан (пол. Wagan) — село в Польщі, у гміні Тлущ Воломінського повіту Мазовецького воєводства.
Населення — 109 осіб (2011).
У 1975-1998 роках село належало до Остроленцького воєводства.

## Демографія
Демографічна структура станом на 31 березня 2011 року:
|          | Загалом | Допрацездатний вік | Працездатний вік | Постпрацездатний вік |
| -------- | ------- | ------------------ | ---------------- | -------------------- |
| Чоловіки | 50      | 10                 | 37               | 3                    |
| Жінки    | 59      | 13                 | 32               | 14                   |
| Разом    | 109     | 23                 | 69               | 17                   |